# Stacy Title
Stacy Title (* 21. Februar 1964 in Queens, New York City; † 11. Januar 2021 in Los Angeles, Kalifornien) war eine US-amerikanische Filmregisseurin, Drehbuchautorin, Film- und Fernsehproduzentin.

## Leben
Title wuchs in New York City auf und gab 1993 ihr Debüt als Regisseurin, Drehbuchautorin sowie Produzentin mit dem Kurzfilm Down on the Waterfront. Zwei Jahre später folgt mit Last Supper – Die Henkersmahlzeit ihr Spielfilmdebüt. 2006 drehte sie mit Hood of Horror einen Horrorfilm. Zuletzt trat sie 2017 in Erscheinung.
Sie arbeitete von Beginn an mit ihrem Ehemann Jonathan Penner zusammen, der ebenfalls als Drehbuchautor tätig ist. Zuletzt arbeiteten die beiden an einer King-Kong-Fernsehserie. Pläne, mit Walking Time Bomb einen weiteren Spielfilm zu realisieren, Jason Alexander, Cary Elwes und Bob Odenkirk in tragenden Rollen, führten zu keinem Erfolg.
Für ihren Debütfilm erhielt sie 1994 eine Oscar-Nominierung in der Kategorie Bester Kurzfilm. Last Supper wurde auf dem Festival du Film Policier de Cognac im Jahr 1996 ausgezeichnet.
Title starb infolge ihrer amyotrophen Lateralsklerose (ALS) im Alter von 56 Jahren. Die Diagnose für die Erkrankung wurde 2017 gestellt. Title hinterließ ihren Partner und zwei gemeinsame Kinder.

## Filmografie
- 1993: Down on the Waterfront (Kurzfilm)
- 1995: Last Supper – Die Henkersmahlzeit (The Last Supper)
- 1999: Black Devil – In der Stadt der Engel ist der Teufel los (Let the Devil Wear Black)
- 2003: The Lone Ranger (Fernsehfilm, nur Drehbuch)
- 2006: Hood of Horror
- 2007: The Greatest Show Ever (Fernsehfilm)
- 2017: The Bye Bye Man
- 2017: Freakish (Fernsehserie, 1 Folge)